# Малинин, Николай Николаевич
Николай Николаевич Малинин (22 октября 1917, Москва — 16 октября 1997) — профессор МВТУ имени Н. Э. Баумана, лауреат Ленинской и Государственной премий СССР.

## Биография
Николай Малинин родился в семье военного инженера-строителя. В 1934—1939 учился в Московском механико-машиностроительном институте им. Н. Э. Баумана на специальности «Гидромашины». Научную работу начал ещё студентом, опубликовав две статьи по устойчивости стержней. С 1939, окончив институт с отличием, был оставлен преподавателем на кафедре сопротивления материалов. Работал под руководством профессора Д. И. Шермана в области прикладной теории упругости.
В 1941—1943 преподавал сопротивление материалов, математику и механику в Ижевске (куда в годы Великой Отечественной войны был эвакуирован институт); занимался испытаниями механических свойств металлов. В январе 1943 защитил кандидатскую диссертацию, посвящённую неупругому деформированию пружин.
После реэвакуации в Москву — доцент кафедры теоретической механики, затем кафедры сопротивления материалов; исследовал пластичность и реономные свойства металлов в лаборатории испытания материалов. Монография «Основы расчётов на ползучесть» (1948) — первая в мире монография, посвящённая техническому применению явления ползучести металлов — была удостоена премии МВТУ; автор признан основоположником научной школы «Прикладная теория пластичности и ползучести».
Входил в группу профессора С. Д. Пономарёва, организованную с целью создания энциклопедического научного труда по методам расчёта на прочность в машиностроении. В 1950 и 1952 годах вышли два тома этого труда, а затем в 1956, 1958 и 1959 годах в расширенном виде — три тома «Расчёты на прочность в машиностроении», удостоенные в 1960 году Ленинской премии.
В октябре 1957 года защитил докторскую диссертацию на тему «Расчёт на прочность и ползучесть лопаток и дисков турбомашин», а затем издал монографию «Прочность турбомашин» и организовал одноимённый учебный курс. С июня 1958 — профессор кафедры «Сопротивление материалов». С 1959 года в течение 16 лет был научным руководителем отдела газотурбинных двигателей НАМИ.
Один из организаторов специальности «Динамика и прочность машин», открытой в МВТУ им. Н. Э. Баумана в 1962 году. Для студентов этой специальности написал учебник «Прикладная теория пластичности и ползучести» (1968; 1975) и составил сборник задач (1984).
В 1962—1979 — редактор журнала «Известия высших учебных заведений. Машиностроение».
Занимаясь вопросами технологии получения и обработки металлоизделий, внёс существенный вклад в теорию обработки металлов давлением, в разработку математических моделей пластического деформирования, ползучести и разрушения металлов. Создал новую инженерную дисциплину «Технологическая механика», изложив её основы в книгах: «Технологические задачи пластичности и ползучести» (1979); «Ползучесть в обработке металлов» (1986). За цикл работ в этой области удостоен Государственной премии СССР (1990).
В 1980—1987 — заведующий кафедрой «Сопротивление материалов и динамика и прочность машин» МВТУ им. Н. Э. Баумана.
В последние годы жизни занимался методическими вопросами преподавания и истории формирования и развития курса «Сопротивление материалов», написал книгу «Кто есть кто в сопротивлении материалов».
Входил в состав Российского национального комитета по теоретической и прикладной механике.

## Награды и признание
- Ленинская премия (1960)
- Государственная премия СССР (1990)
- Заслуженный деятель науки и техники РСФСР (1972)
- Почётный доктор Вроцлавского Политехнического института (Польша) (1979)
- Имя Н. Н. Малинина внесено в книгу Почёта МВТУ (1985)[2]